# Educación en Israel

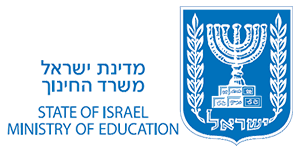
Logotipo del Ministerio de Educación de Israel, el organismo que regula la educación pública del país.

La educación en Israel está dividida en tres niveles: la educación primaria, que consiste de los grados 1 al 6, aproximadamente entre los seis y doce años de edad; la educación secundaria, que comprende los grados 7 al 9 para edades de entre los doce y quince años; la educación preparatoria consiste en los grados 10 al 12, con alumnos de entre quince y dieciocho años de edad. La educación obligatoria comienza en el jardín de niños y finaliza en el duodécimo grado o educación preparatoria. El ciclo escolar comienza cada año el 1 de septiembre y finaliza el 30 de junio del siguiente año para la educación básica, en la educación secundaria y preparatoria el ciclo finaliza el 20 de junio.

## Historia
La sociedad israelí ve en la educación una forma de ganar mayor movilidad y estatus socioeconómico. Desde tiempos de la Edad Media, el antisemitismo prohibía a los judíos poseer tierras y trabajarlas, lo cual limitaba sus opciones laborales. Esto forzó a los judíos a optar por carreras educativas en áreas como comercio, ciencias, medicina, derecho, entre otras. La población judía del país mantiene un alto nivel educativo, donde un 46% tiene un grado escolar de secundaria o superior. Los jóvenes judíos tienen en promedio 11.6 años de tiempo de estudio académico y religioso; para los estudiantes cristianos, árabes y drusos, los estudios bíblicos son reemplazados por estudios relacionados con su identidad. Hasta el año 2014 el 61.5% de los habitantes de Israel cuentan con educación preparatoria terminada.

## Estado de la educación
Las escuelas en el país están orientadas a diferentes posturas, existen escuelas públicas seculares, operadas por el estado; las escuelas públicas religiosas, independientes religiosas y árabes. Las escuelas privadas representan ideas y filosofías de varios grupos o están basadas en el mapa curricular de otro país, por ejemplo la American International School de Israel. La amplia mayoría de la población estudiantil atiende las escuelas públicas. En el caso de las escuelas religiosas, los estudiantes son formados para servir en el sector ortodoxo, ofreciendo intensivos programas de estudios judaicos.

### Examen Bagrut
El Bagrut es la prueba oficial de certificación académica de Israel, cubre varias materias obligatorias en la educación básica como idioma hebreo, idioma inglés, matemáticas, escritura, historia y literatura.

## Líneas educativas
Las escuelas israelíes se dividen en cuatro líneas diferentes: estatal-secular (Mamlachti), estatal-religiosa (Mamlachti dati), religiosa independiente (חרדי Haredí o חינוך עצמאי Chinuch Atzmai) y árabe. [31] También hay escuelas privadas que reflejan las filosofías de grupos específicos de padres (Escuelas Democráticas), o que se basan en el plan de estudios de un país extranjero (por ejemplo, The American International School en Israel). La mayoría de los niños israelíes asisten a escuelas públicas. Las escuelas religiosas estatales, que atienden a jóvenes del sector ortodoxo (principalmente sionistas religiosos / ortodoxos modernos), ofrecen programas intensivos de estudios judíos y enfatizan la tradición y la observancia. Las escuelas de Chinuch Atzmai se centran casi por completo en el estudio de la Torá y ofrecen muy poco en términos de materias seculares. Las escuelas del sector árabe enseñan en árabe y ofrecen un plan de estudios que enfatiza la historia, religión y cultura árabes. [Cita necesaria]
Está aumentando la proporción de alumnos que asisten a escuelas en los sectores árabe y jaredí; según un estudio demográfico publicado en 2009, los haredim y los árabes juntos representarán el 60% de la población de la escuela primaria de Israel para el 2030. [32] Los haredim y los ciudadanos árabes están subrepresentados tanto en las Fuerzas de Defensa de Israel como en la fuerza laboral, ya que ambos grupos están exentos del servicio militar que de otro modo sería obligatorio, y en muchas sectas jaredíes los hombres eligen centrarse solo en los estudios religiosos a lo largo de su vida y dependen económicamente del apoyo de correligionarios, el Estado, etc.
La falta de educación general de los haredim y la consiguiente baja participación en la fuerza laboral son consideradas por muchos en Israel como un problema social. El Consejo de Educación Superior anunció en 2012 que invertiría 180 millones de shekels durante los siguientes cinco años para establecer marcos adecuados para la educación de los haredim, centrándose en profesiones específicas. [33] Las estadísticas del Ministerio de Educación de Israel de 2014 muestran que solo alrededor del 22 por ciento de los estudiantes haredi toman exámenes de matriculación, ya que las yeshivot ultraortodoxas, ignoran en su mayoría las materias básicas. Alrededor del 8 por ciento de los estudiantes de Haredi aprueban el examen. Miriam Ben-Peretz, profesora emérita de educación en la Universidad de Haifa y ganadora del Premio Israel 2006, señala: “Cada vez más estudiantes israelíes no tienen ninguna base de conocimiento, ningún fundamento, ni en matemáticas, ni en inglés, no en general ... las cosas tienen que cambiar. "[34] Algunos israelíes que han sido educados en yeshivot ultraortodoxas, han establecido Leaving for Change (LFC), una organización que busca demandar al gobierno por presunto incumplimiento de la ley de Israel para la educación obligatoria. [35]
En 1984, los residentes de Neve Shalom - Wāħat as-Salām, una aldea cooperativa fundada por ciudadanos árabes y judíos de Israel, construyeron las primeras escuelas integradas que tenían estudiantes judíos y árabes coexistiendo en un aula. Hoy, esta escuela recibe algún apoyo del estado. Dos escuelas integradas más se abrieron en Jerusalén y Galilea (Escuela Judío-Árabe de Galil) en 1997 por Hand in Hand: Centro para la Educación Árabe Judía en Israel. [36] En 2010, había cinco escuelas integradas en Israel, incluida Neve Shalom.

## Educación superior

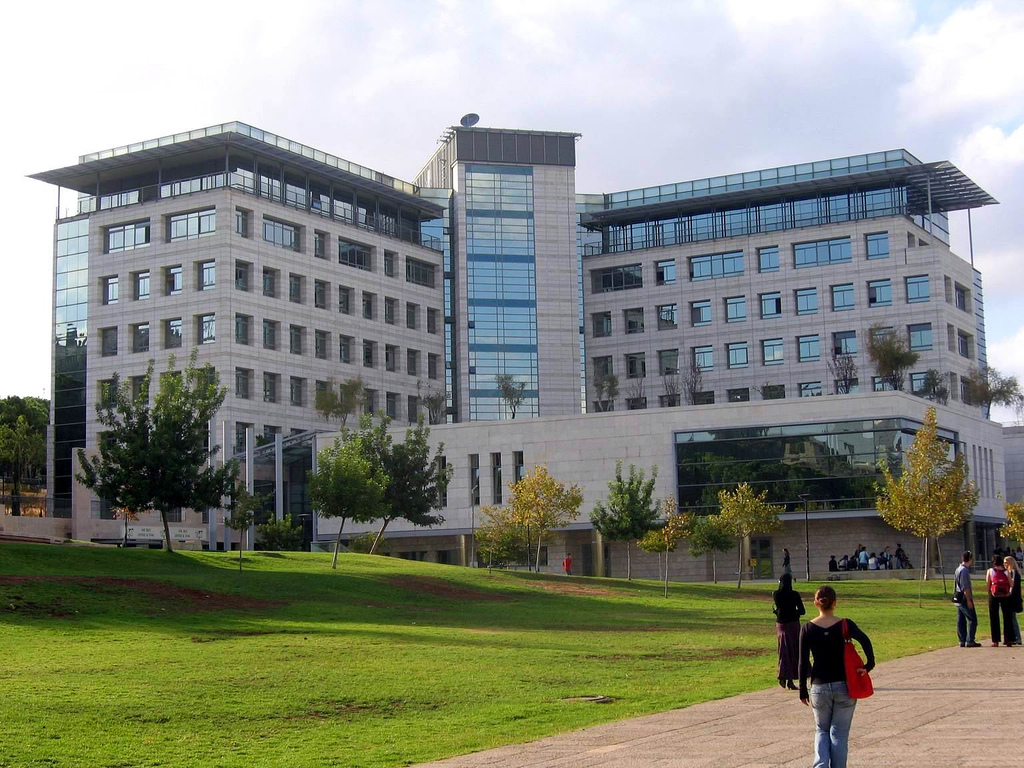
Edificio de ciencias de la computación del Technion, en Haifa, Israel.

Al terminar la educación secundaria, los estudiantes son llamados a cumplir con el servicio militar obligatorio en las Fuerzas de Defensa de Israel, puede ser opcional pedir un permiso para estudiar una carrera universitaria. Aquellos que eligieron la educación universitaria pueden usar un programa llamado atuda, donde el ejército les paga la carrera, con la obligación atender el servicio militar por más de dos años. Las universidades exigen un buen nivel de puntaje del bagrut y acreditar exámenes psicométricos, sin embargo existen instituciones que aceptan estudiantes sin importar sus calificaciones. Las universidades públicas de Israel están subsidiadas por el gobierno, los estudiantes solo pagan una cuota y si han terminado el servicio militar, pagan hasta el 90% de la cuota. Además el Ministerio de Educación ofrece becas y apoyo económico a los estudiantes que lo requieran. De acuerdo a la OCDE, la edad media de los estudiantes con un título universitario es de 27 años.